# Granat nasadkowy PRB 103
PRB 103 – belgijski, odłamkowy granat nasadkowy.
Granat PRB 103 jest wersją granatu obronnego PRB 8 wyposażoną w tuleję ze statecznikami umożliwiającą wystrzelenie z dowolnego karabinu z nasadką do miotania granatów o średnicy 22 mm. Granat jest miotany z prędkością początkową 58 m/s i osiąga zasięg 250-270 m. Zapalnik uzbraja się 1,5 s po wystrzeleniu i ma działanie uderzeniowe. W momencie wybuchu powstaje około 500 odłamków dających 100% szansę porażenia celu znajdującego się w promieniu 12 m od miejsca upadku. Promień bezpieczny to 40 m.